# Diplolaimelloides islandica
Diplolaimelloides islandica är en rundmaskart som först beskrevs av De Coninck 1943.  Diplolaimelloides islandica ingår i släktet Diplolaimelloides och familjen Monhysteridae. Inga underarter finns listade i Catalogue of Life.